# Дальня Ливенка
Дальня Ливенка (рос. Дальняя Ливенка) — село у Губкінському районі Бєлгородської області Російської Федерації.
Населення становить 151  особу. Входить до складу муніципального утворення Губкінський міський округ, Богословська територіальна адміністрація.

## Історія
Населений пункт розташований у східній частині української суцільної етнічної території — східній Слобожанщині.
Згідно із законом від 20 грудня 2004 року № 159 від у 2004—2007 роках органом місцевого самоврядування було Богословське сільське поселення.

## Населення
| 2002 | 2010 | 2011 | 2013 | 2015 | 2016 |
| ---- | ---- | ---- | ---- | ---- | ---- |
| 175  | ↗183 | ↘177 | ↘170 | ↘161 | ↘151 |